# Hans F. Wilhelm
Hans Fritz Wilhelm (* 8. Dezember 1905 in Reetz, Kreis Arnswalde, Deutsches Reich; † 23. September 1983 in München) war ein deutscher Filmregisseur, Synchronregisseur und Synchronsprecher.

## Leben und Wirken
Der Sohn des Gerichtsvollziehers Friedrich Wilhelm und seiner Frau Martha, geborene Richter, hatte sein Abitur auf einem Realgymnasium absolviert und anschließend Architektur an der Technischen Hochschule Berlin studiert. Zum Film stieß Wilhelm 1928, als er als Dramaturg und Regieassistent bei der kleinen Produktionsfirma Commerzfilm Berlin begann. Anschließend ließ man ihn mehrere Kulturfilme inszenieren, bei der billig budgetierten Pfadfinder-Geschichte Die Bande vom Hoheneck mit dem damals noch weitgehend unbekannten Wolfgang Staudte in der Hauptrolle als Pfadfinder-Anführer gab Hans F. Wilhelm im Januar 1934 seinen Einstand als Spielfilmregisseur. Da keine Anschlussaufträge erfolgten, konzentrierte er sich bis 1944 ganz auf die Herstellung von Dokumentationen im Rahmen der UFA-Wirtschaftsfilm.
1944 wurde Hans F. Wilhelm eingezogen und an die Front geschickt. Der Arnswalder blieb noch bis 1947 in Kriegsgefangenschaft, ehe er 1949 zum Film zurückkehrte. Für Firmen wie Mars-Film, IFU, Simoton etc. wirkte Wilhelm als Dialogautor, Synchronsprecher und vor allem Synchronregisseur, u. a. bei Alfred Hitchcocks Psycho. 1955 kehrte er mit zwei Regiearbeiten zum Kinospielfilm (einer Märchenverfilmung und einem Episodenfilm) zurück, hinterließ dabei aber kaum Spuren. Als Synchronsprecher übernahm Hans F. Wilhelm durchgehend kleine Rollen, sowohl in Fernsehserien als auch in Kinofilmproduktionen, in den 1960er und 1970er Jahren bevorzugt in Italo-Western.
Hans F. Wilhelm war von 1976 bis zu seinem Tod 1983 mit Elisabeth Zieringer verheiratet. Er lebte zuletzt in Wolfenbüttel, starb aber im Krankenhaus München-Harlaching und wurde auf dem Waldfriedhof Grünwald beigesetzt.

## Filmografie
Als Filmregisseur von kurzen Dokumentarfilmen, wenn nicht anders angegeben
- 1934: Die Bande vom Hoheneck (Spielfilm, auch Drehbuch)
- 1936: Sport und Soldaten
- 1936: Lebende Werkzeuge
- 1937: Menschen hinter Maschinen
- 1938: Alle machen mit
- 1938: Metallene Schwingen
- 1939: Deutsches Weinland
- 1941: Männer im Hintergrund
- 1943: Sturz ins Ziel
- 1944: Der unsichtbare Schlagbaum
- 1955: Der Teufel mit den drei goldenen Haaren (Spielfilm)
- 1955: Parole Heimat (Spielfilm, Co-Regie)